# توماس دبليو. فولر
توماس دبليو. فولر (بالإنجليزية: Thomas W. Fowler)‏ هو عسكري أمريكي، ولد في 31 أكتوبر 1921 في ويتشيتا فولز في الولايات المتحدة، وتوفي في 3 يونيو 1944 في Carano ‏ في إيطاليا.